# Blokhut

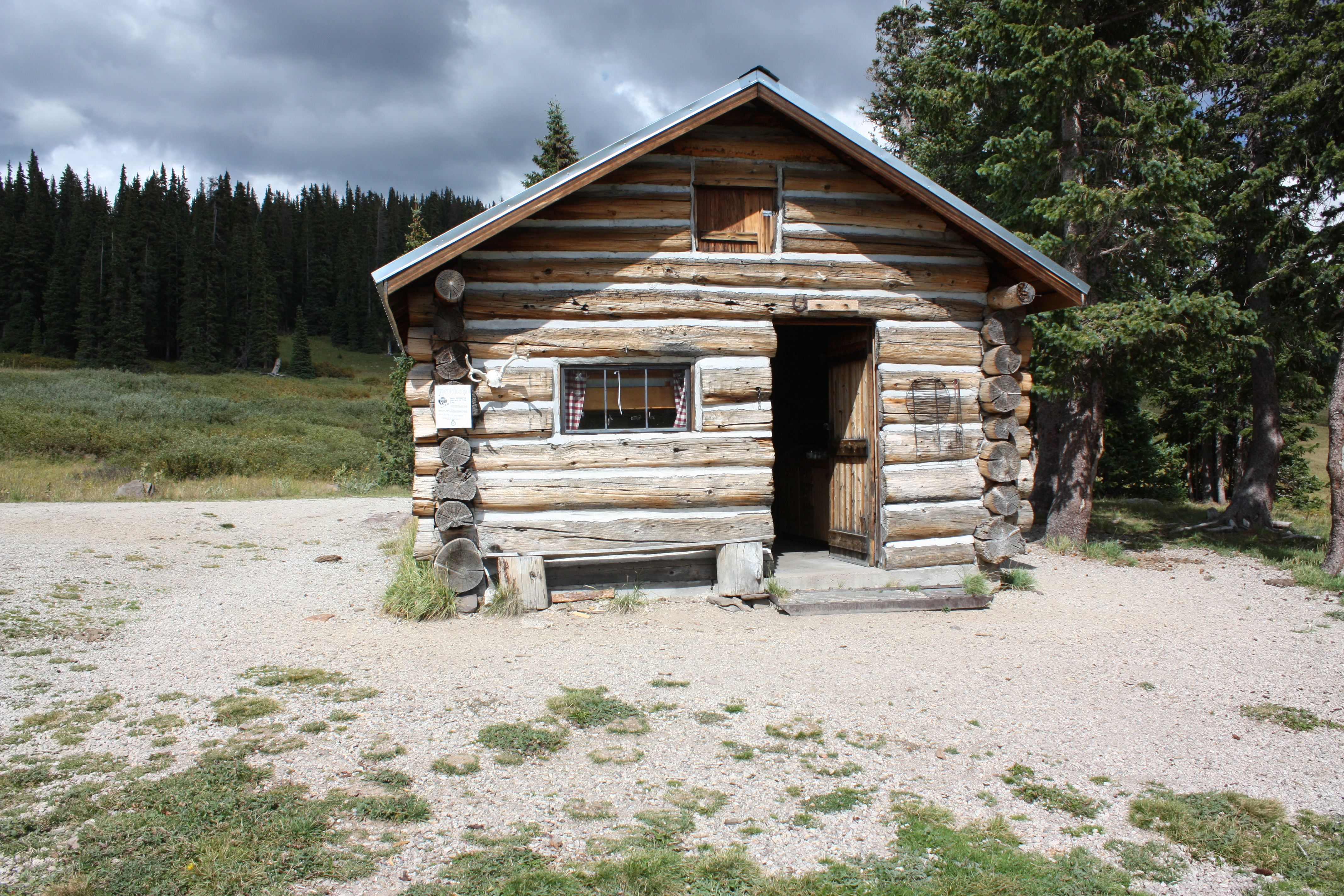
Een blokhut uit 1911 in de Amerikaanse staat Colorado

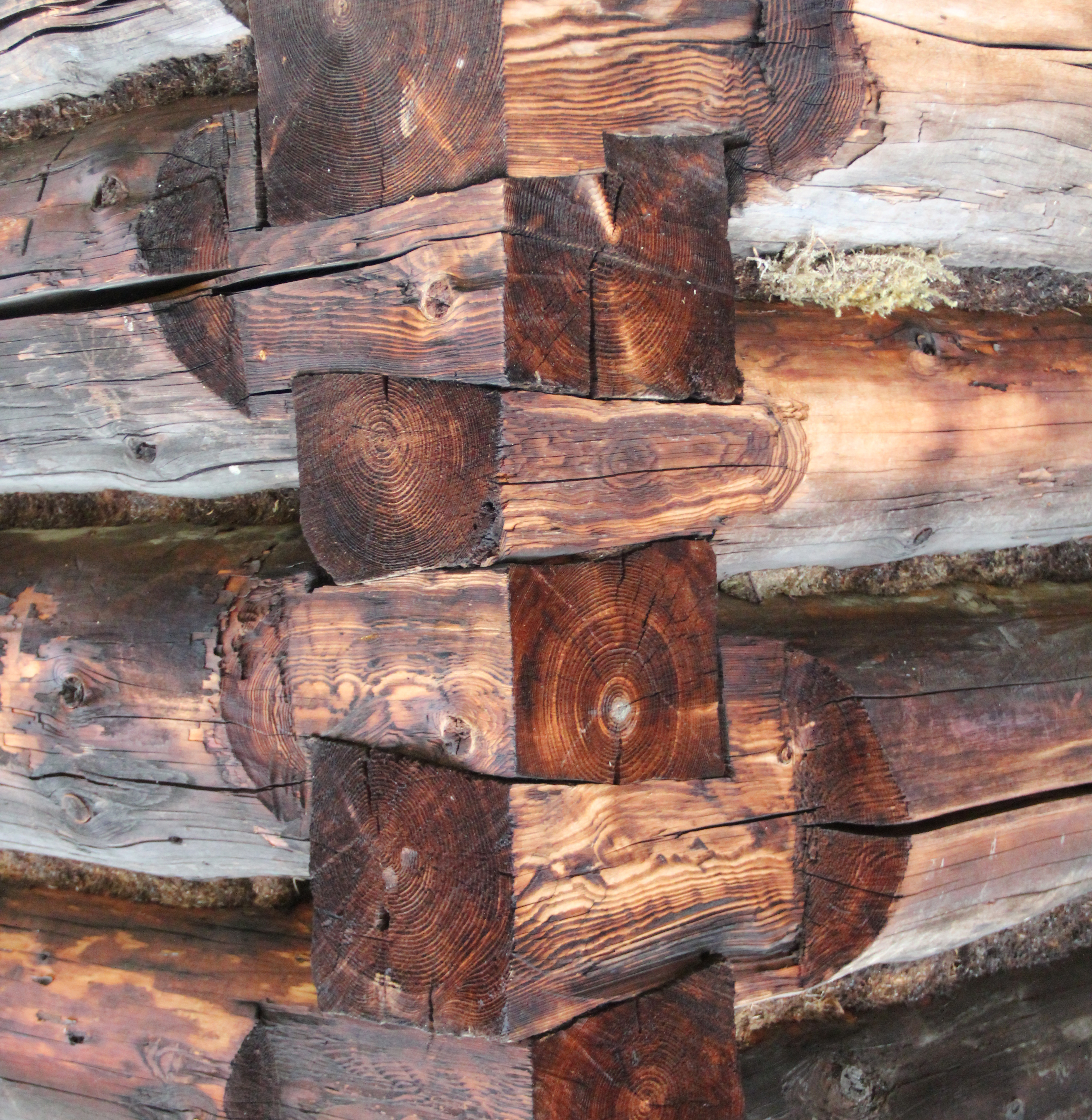
Zwaluwstaartverbinding in Slowakije

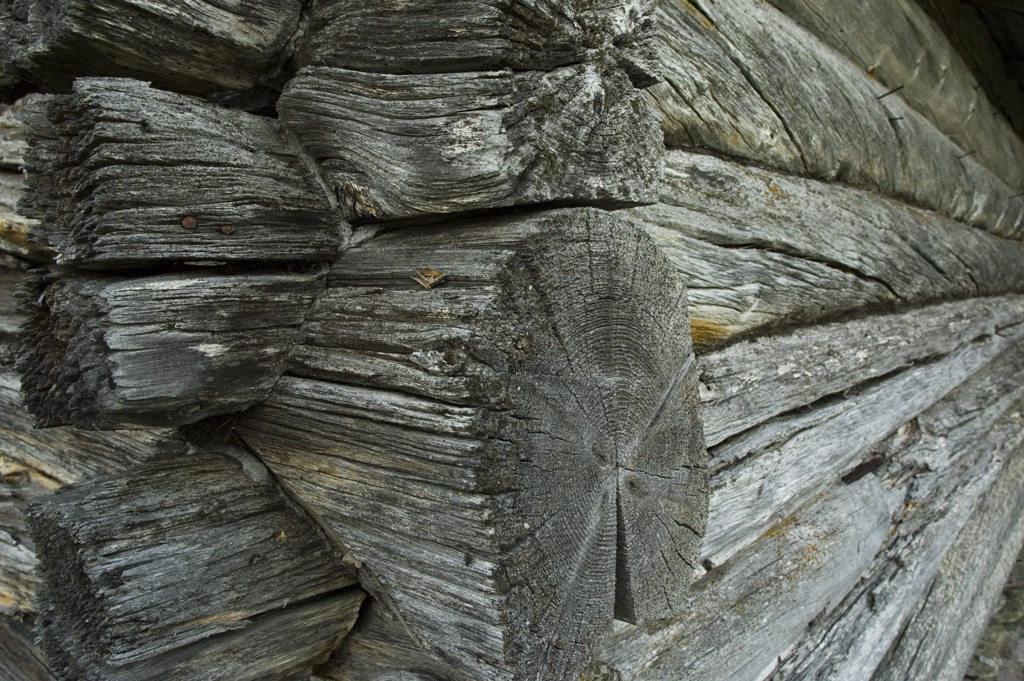
Gestapelde hoekverbinding, typerend voor een blokhut

Een blokhut is een hut – een klein huis of bijgebouw – opgebouwd uit boomstammen of massieve houten balken die op de hoeken middels uitsparingen in elkaar passen. Deze bouwmethode heet houtmassiefbouw.

## Voorkomen

### Europa
Blokhutten komen van oudsher voor in de volksarchitectuur van onherbergzame, bosrijke gebieden, zoals in de Alpen, in Scandinavië en Oost-Europa. De eerste bouwwerken met massieve boomstammen in Noord-Europa dateren vermoedelijk van circa 3500 v.Chr. Volgens de Romeinse architect Vitruvius (1e eeuw v.Chr.) bouwden men ook in de Pontus blokhutten waarbij men de ruimte tussen de boomstammen opvulde met klei. 

### Noord-Amerika
Toen Europeanen het Amerikaans continent koloniseerden, bouwden zij er al snel blokhutten. De eerste Amerikaanse blokhutten werden gebouwd door Finse, Zweedse, Duitse en Oekraïense migranten. De techniek verspreidde zich naar de onherbergzame berggebieden, waar andere bouwtechnieken vaak praktisch onhaalbaar waren. De techniek bereikte een hoogtepunt van complexiteit en elegantie met de rustieke Adirondack-architectuur van eind 19e eeuw.

## Isolatiewerking en vochtigheitsregulatie
De massieve wanden bieden een vrij goede warmte-isolatie, al voldoet deze niet aan de moderne Europese normen voor energiezuinig bouwen. De wanden van een blokhut worden door een overstekend dak en een stenen fundament droog gehouden, waardoor het hout niet rot en niet door insecten wordt aangevreten.

## Bekende blokhutten
- C. A. Nothnagle Log House, vermoedelijk de oudste nog bestaande blokhut in de Verenigde Staten
- Schuetz Log Cabin, beschermde blokhut in de Amerikaanse staat Nebraska
- Slabsides, de blokhut van schrijver John Burroughs in de Amerikaanse staat New York
- Watson Log Cabin, beschermde blokhut in de Amerikaanse staat Californië